# Вельф II
Вельф II (нем. Welf II; X век — 10 марта 1030, Вайнгартен, Тюбинген) — граф Альтдорфа, Нориталя и Иннталя (Швабия) из династии Вельфов. Сын Рудольфа II, графа Альтдорфа, и Иты фон Энинген, дочери Конрада I, герцога Швабии.

## Биография

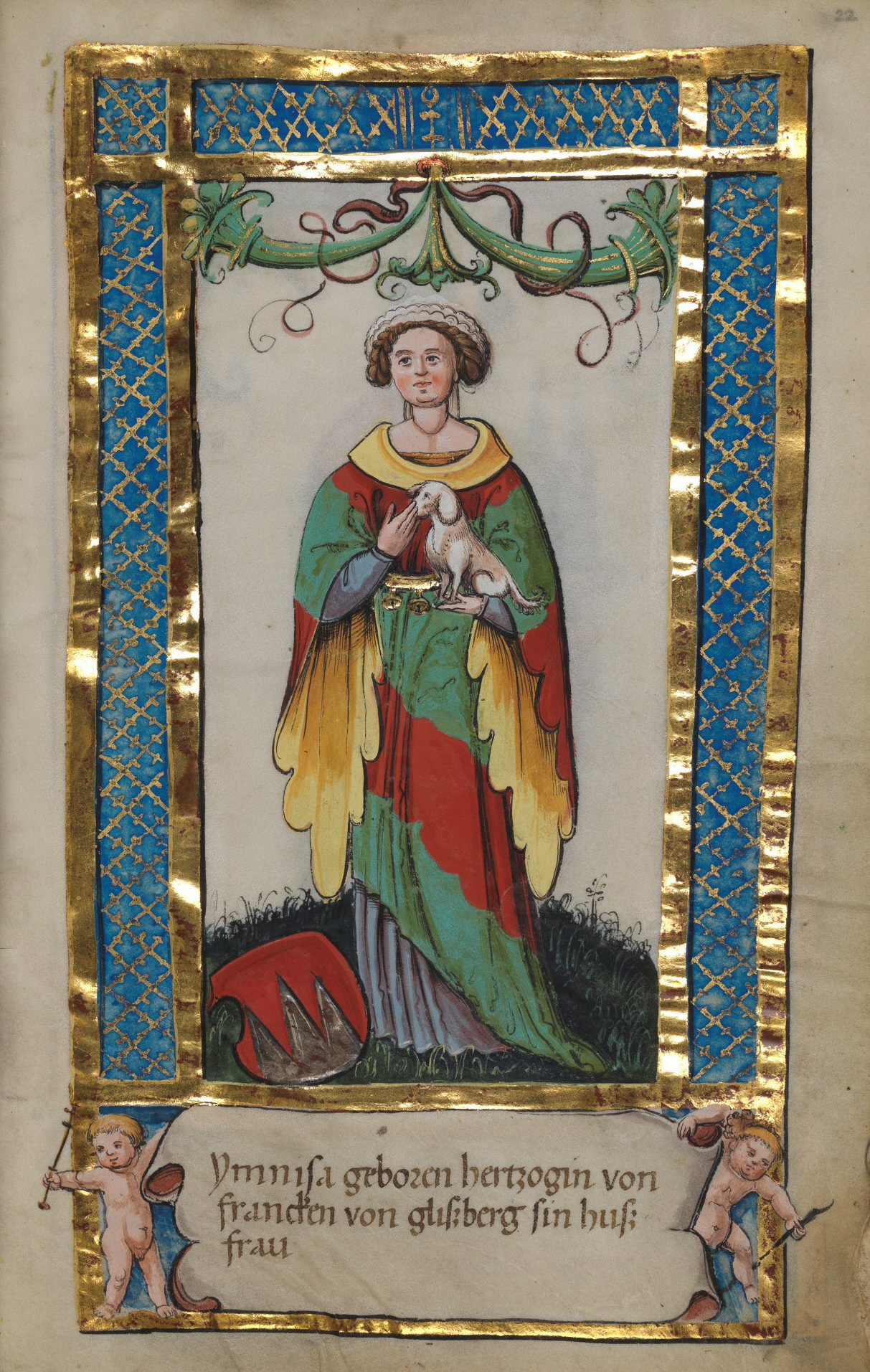
Имица, жена Вельфа II

Исторических сведений о Вельфе II имеется немного. Он наследовал в качестве графа Альтдорфа старшему брату — Генриху, умершему 15 ноября ок. 1000 г.
Учитывая, что его мать Ита фон Энинген родилась между 970 и 975 годами, и Вельф II был вторым сыном, дату его рождения можно определить как 990/1000.
Был женат (1015) на Ирментруде (Имице) фон Гляйберг — дочери графа Фридриха I Люксембургского, брата императрицы Кунигунды. Женитьба принесла Вельфу значительные богатства и земельное владение Меринг, расположенное недалеко от Аугсбурга.
Известны трое его детей:
- Кунигунда фон Альтдорф (1020—1055), с 1035 года жена Альберто Аццо II д’Эсте
- Вельф III (ум. 1055), маркграф Каринтии.
- Конрад (ум 1031).

В 1025 и 1027 годах Вельф II участвовал в восстании Эрнста II Швабского против короля Конрада II, но в конце концов подчинился. При этом часть его владений (в районе Бреннера) была конфискована.
Построил замок Равенсбург в Швабии, который сделал своей резиденцией.